# Santa Rita (El Salvador)
Santa Rita es un distrito del municipio de Chalatenango Centro del departamento de Chalatenango, El Salvador. Según el censo oficial de 2024, tiene una población de 4 298 habitantes.
| Censo | Población | Cambio | Porcentaje |
| ----- | --------- | ------ | ---------- |
| 2007  | 5 985     | N/D    | N/D        |
| 2024  | 4 298     | -1 687 | -28.2%     |

## Historia
En informe del intendente Antonio Gutiérrez y Ulloa del año 1807, se consigna la existencia de Potrero de Santa Rita, como una "aldea de ladinos". Una versión no oficial establece que se erigió en pueblo el año 1822. Perteneció a los departamentos de San Salvador entre los años 1824 y 1833, y de 1833 a 1835; a Cuscatlán de 1835 a 1855, y desde esta última fecha pertenece a Chalatenango. El 12 de mayo de 1902 se extinguió como pueblo, por lo que se anexó al municipio de Dulce Nombre de María, sin embargo, el 28 de abril de 1903 sería nuevamente erigido como pueblo.

## Información general
El distrito tiene un área de 53,14 km², y la cabecera una altitud de 340 m s. n. m. Las fiestas patronales se celebran en el mes de diciembre del 26 al 30 en honor a Santa Rita.